# Elionurus
Elionurus es un género de plantas herbáceas de la familia de las poáceas. Es originario de las regiones tropicals y subtropicales.

## Etimología
El nombre del género deriva de las palabras griegas eleuin (doblar, curva) y oura (cola), aludiendo a la inflorescencia curva y cilíndrica. 

## Citología
Número de la base del cromosoma, x = 5 y 10. 2n = 10 y 20.

## Algunasespecies
- Elyonurus agropyroides (Hack.) Roberty
- Elionurus barbiculmis  Hack.
- Elyonurus citreus (R.Br.) Munro ex Benth.
- Elyonurus gabonensis (Steud.) Roberty
- Elionurus muticus (Spreng.) Kuntze 1898
- Elyonurus muticus var. barbiculmis (Hack.) Beetle
- E. tripsacoides Humb., Bonpl. & Kunth